# Тарасов, Виталий Петрович
Вита́лий Петро́вич Тара́сов (26 января 1929, Тюмень, Тюменский округ, Уральская область, СССР — 2000, там же, Тюменская область, Россия) — слесарь локомотивного депо станции Тюмень Свердловской железной дороги, Герой Социалистического Труда (1981).

## Биография
Родился 26 января 1929 года в городе Тюмень Тюменского округа Уральской области (ныне административный центр Тюменской области России) в семье рабочего. По национальности русский.
Окончив неполную (7 классов) среднюю школу, в 1944 году (в возрасте 15 лет) трудоустроился столяром в поделочный цех Тюменского государственного театра драмы. В 1950—1954 годах служил на флоте в морских частях Пограничных войск.
С 1954 года до выхода на пенсию через 40 лет работал слесарем в локомотивном депо станции Тюмень. Параллельно работе обучался в Свердловском техникуме железнодорожного транспорта, окончив его в 1976 году. Активный рационализатор и изобретатель, за время работы на железнодорожном транспорте подал 546 рацпредложений (из которых 520 были приняты и внедрены в производство), обладатель 7 авторских свидетельств на изобретения.
Указом Президиума Верховного Совета СССР от 2 апреля 1981 года «За выдающиеся производственные достижения, досрочное выполнение заданий десятой пятилетки и социалистических обязательств» удостоен звания Героя Социалистического Труда с вручением ордена Ленина и золотой медали «Серп и Молот».
В 1994 году вышел на заслуженный отдых.
Член КПСС. Депутат Тюменского городского совета депутатов трудящихся, Калининского районного совета депутатов трудящихся Тюмени. Член Тюменского областного комитета КПСС. Член ЦК профсоюза работников железнодорожного транспорта и транспортного строительства.
Жил в Тюмени, где умер в 2000 году.

## Признание и награды
Награждён двумя орденами Ленина (4.05.1971, 2.04.1981), орденом Дружбы народов (3.07.1986), медалью «За трудовую доблесть» (4.08.1966), другими медалями, знаком «Почётный железнодорожник».
Почётный гражданин города Тюмень (22.07.1981). Заслуженный рационализатор РСФСР. Заслуженный работник транспорта (1984).
На здании локомотивного депо станции Тюмень установлена мемориальная доска с именами работавших в нём Героев Социалистического Труда, в том числе В. П. Тарасова. В Тюмени на доме, в котором жил Герой, в 2001 году была установлена мемориальная доска. Его именем назван проезд в г. Тюмень (2016).